# Ван Даркголм
Ван Даркголм (англ. Van Darkholme); нар. 24 жовтня 1972 року, Південний В'єтнам), більш відомий під псевдонімом VAN-sama (VAN様) — в'єтнамсько-американський режисер, фотограф, колишній порно-актор, а зараз стрімер на Twitch. Творець проєкту для дорослих Kinkmen.com. 
Даркголм в'єтнамського походження і позиціонує себе як гея.

## Кар'єра
У червні 2006 року було опубліковано ілюстроване видання про бондаж Даркголма «Male Bondage» Бруно Гмюндера.
У 2008 році Даркголм створив проєкт Kinkmen.com для власника Kink.com — Пітера Акворта.
У 2010-их Ван стає образом різних інтернет-мемів на тему «Ґачімучі». Значну частину мемів з ним робили на японському відеохостингу NicoNico, в якому його згадують під ніком «VAN-sama» і «TDN Kosugi». Ван позитивно відреагував на подібні меми.
У 2017 році він зіграв головну роль у візуальному романі «Deep Dark Fantasies». Також в 2017 році була створена відеогра «Deep Dark Fantasy» на основі його персонажа.
З 2020 року Ван почав регулярно вести стріми на Twitch.